# Kauza Lehké topné oleje
Kauza Lehké topné oleje (LTO) se odehrávala v Československu a České republice mezi lety 1990-1996. Podstatou aféry byl průběh obchodů s rozdílnou výší spotřební daně na ropné produkty. Byly přijaty zákony, podle kterých se komodita zdaňovala podle toho, jak byla nazvaná. 
Na území Československa bylo reálně dodáno velké množství motorové nafty (většina v cisternových vagonech nákladních vlaků), která se však pomocí netransparentního řetězce (často pouze virtuálních) firem a bílých koní před zdaněním formálně přejmenovala na lehký topný olej, za který stát nevybíral žádnou spotřební daň, aby se obratem opět jako motorová nafta prodala ke konečné spotřebě na čerpacích stanicích.
Stát tak na každém litru přišel o 12 Kč, které zůstaly podvodníkům. Vzhledem k obrovskému množství dodané nafty se tak odhaduje celková ztráta na 100 miliard Kč.
Vzhledem k velkému množství lidí zapojených do této organizace bylo v průběhu zavražděno (za použití střelných zbraní či dokonce výbušnin) několik lidí, kteří se stali nepohodlnými svědky.
Při pátrání byla zjištěna provázanost firem obchodujících s LTO s tehdejšími politiky, jejich manželkami a nejbližšími spolupracovníky. Špičky resortu ministerstva vnitra, financí a průmyslu a obchodu neprojevily dostatek zájmu o důsledné vyšetření těchto podvodů.

## Princip podvodu
Podvod spočíval v tom, že podle českých zákonů ze začátku devadesátých let se ropný produkt danil podle toho, jak se nazýval. V cisternách z Ukrajiny a Maďarska do Česka proudila nafta deklarovaná jako nedaněný lehký topný olej určený k vytápění. V Česku se vytvořil řetězec smluvených a často fiktivních firem, které si komoditu přeprodávaly, až nastrčený „bílý kůň“ papírově změnil LTO na naftu. Firma skončila, „bílý kůň“ zmizel a komodita už oficiálně jako nafta se rozvážela po benzinkách. Kvůli absenci daně byl čistý zisk pro podvodníky postupně 10 až 14 korun na litr. Podvodníci postupně své aktivity rozšiřovali. Fiktivně vyváželi naftu za hranice a nechali si vyplácet od státu vratku DPH.
Podvody začaly být odhalovány postupně již od konce roku 1990, kdy si velké podniky, jako byly Důl Fučík na Karvinsku, Vítkovické stavby, ČSAD Opava nebo řada zemědělských podniků, začaly stěžovat, že koupily nekvalitní naftu, z čehož vinily společnost Benzina. Ta ovšem poukázala na soukromníky, od kterých naftu kupovala. Na 90 % nezdaněné nafty převezl přes hraniční přechody zprivatizovaný bývalý státní podnik Chemapol, který nakonec skončil v konkurzu. Nezdaněná nafta proudila do Česka ale také prostřednictvím řady malých dovozců. Šlo například o firmu Jihofrucht, která ropné produkty dovážela z rafinérií v německém Ingolstadtu. Majitel Jihofruchtu ubezpečoval, že když začal roku 1992 dovážet naftu, o všem informoval daňový úřad a policii a ti mu potvrdili, že dovoz je v pořádku. Od firmy Jihofrucht dostávali nezdaněnou naftu desítky odběratelů, několik z nich skončilo za mřížemi. Ne však samotný majitel firmy. Odsouzen byl například obchodník František Jaroš z Tábora.
V roce 1996 prošly daňové zákony novelou tak, aby se za LTO i naftu platila vyšší daň, a ten, kdo prokázal, že ropný produkt skutečně využil k topení, tomu stát daň vracel (obdobně tomu bylo na Slovensku již od počátku devadesátých let). Navíc se olej začal barvit dočervena, aby se na první pohled odlišil od nafty.

## Vyšetřování a odsouzení
Celní správa postupně přicházela na provázanost obchodníků s LTO s tehdejšími politiky, jejich manželkami a nejbližšími spolupracovníky. Zřídily se také tři policejní týmy, i jejich snaha však většinou troskotala na stanovisku úřadů, že obchodníci vlastně jednají tak, jak jim umožňují zákony. Vyšetřování vyšumělo a týmy byly rozpuštěny.
V případu došlo k propojení zločinu a státní správy, stopy spoluúčasti vedly až do vlády a zejména na ministerstvo vnitra. Odhaduje se, že bylo na naše území dovezeno sto dvacet tisíc cisteren, na každé cisterně byl daňový unik půl milionu korun. Celková škoda vzniklá státu tak činila desítky miliard korun, které se nikdy nepodařilo získat zpět.
Asi nejznámější z odsouzených podvodníků byl někdejší šéf extraligového hokejového oddílu ve Vsetíně a spolumajitel Chemapolu Roman Zubík, který byl v roce 2008 odsouzen Krajským soudem v Ostravě na devět let odnětí svobody za finanční podvody, daňové úniky v souvislosti s LTO a za nezákonný způsob financování hokejového oddílu HC Vsetín.
Chemapol, který byl před revolucí jedničkou v dovozu ropy, po privatizaci řídil Václav Junek, bývalý agent StB, který přes svou firmu Proventa držel 13 % akcií. Za jeho vedení podnik masivně utrácel. Například do fotbalového týmu v Drnovicích a hokejového klubu ve Vsetíně nalila společnost přes půl miliardy korun. Junek také daroval předním politikům z ČSSD tankovací karty. Ty osobně převzali Miloš Zeman a Jaroslav Vlček. Dceřiná společnost Chemapolu tehdy za 200 milionů korun také koupila polovinu pražského paláce Lucerna od prezidenta Václava Havla. Do konce devadesátých let podnik zbankrotoval a skončil s dluhem ve výši 17 miliard korun. Junek byl vyšetřován, ale nikdy nebyl odsouzen. Některé divize Chemapolu byly odprodány. Například chemickou divizi takto získal Agrofert Andreje Babiše.
Za významné postavy olejového byznysu byli považováni podnikatelé ze severu Olomouckého kraje: šumperský podnikatel a bývalý policista Vratislav Kutal a zábřežský podnikatel Milan Šišma. Na obchodech s LTO měli údajně vydělat miliardy korun, před soudem pak stanuli za násilnou trestnou činnost, která s tímto byznysem měla souviset. Vratislav Kutal byl odsouzen za přípravu vraždy novináře, který o kauze LTO psal, a objednávku bombového výbuchu. Z desetiletého trestu si ale odseděl pouze čtyři a půl roku a kvůli chybnému rozhodnutí olomouckého soudu byl v roce 2007 propuštěn na podmínku. Milan Šišma byl odsouzen za objednávku vraždy pražského podnikatele Lubomíra Holého ke 13,5 letům vězení. Souzen byl také za objednávku vraždy kroměřížského „bílého koně“ Marka Lehkého, který ho měl údajně připravit o čtyřicet milionů korun. Šišma byl nakonec v roce 2013 olomouckým vrchním soudem definitivně zproštěn obžaloby z podílu na vraždě Lehkého pro nedostatek důkazů.
Společníkem výše zmíněných byl Jiří Večeř. Ten v počátku devadesátých let provozoval v Prostějově velmi populární noční klub Relax. Večeř podle soudu zorganizoval vraždy Lubomíra Holého i Marka Lehkého. Zakázky na vraždy měl podle vlastního přiznání před soudem dostat právě od Šišmy a Kutala. Vraždu Holého vykonal Radek Jašek, který byl odsouzen na třináct let odnětí svobody. Večeř a Pavel Straka, kteří vraždu naplánovali, odešli od soudu s tresty ve výši dvanácti let.
Podle Večeřovy výpovědi byli do kauzy zapojeni i přední politici a jejich příbuzní. Večeř popsal, jak se Vratislav Kutal scházel s tehdejším ministrem financí Ivanem Kočárníkem (ODS). Právě Kočárník přitom odmítl v roce 1994 v Poslanecké sněmovně návrh, aby pro LTO platila stejná sazba spotřební daně jako pro motorovou naftu. Případem se z tohoto pohledu začala zabývat u policie s podezřením na zneužití pravomoci veřejného činitele a pomoc k daňovým únikům. Nepodařilo se ovšem sehnat dostatek důkazů a případ se tak nedostal k soudu.
V investigativní rovině se kauze věnovala novinářka Jana Lorencová, která později napsala scénář k tematickému dokumentárnímu filmu Můj přítel vrah (2004) a vydala knihu Krvavé oleje: můj přítel vrah (2006).